# The Antichrist
The Antichrist es un álbum de la banda alemana de thrash metal Destruction. Fue publicado el 18 de septiembre de 2001.

## Lista de temas
1. "Days of Confusion" (0:49)
2. "Thrash Till Death" (4:23)
3. "Nailed to the Cross" (3:46)
4. "Dictators of Cruelty" (4:31)
5. "Bullets from Hell" (5:06)
6. "Strangulated Pride" (3:27)
7. "Meet Your Destiny" (4:02)
8. "Creations of the Underworld" (3:54)
9. "Godfather of Slander" (4:09)
10. "Let Your Mind Rot" (4:15)
11. "The Heretic" (3:41)
12. "Curse The Gods 2001" (Bonus Track) (5:26)

## Créditos
- Marcel Schirmer - Bajo y voz
- Mike Sifringer - Guitarra
- Marc Reign - Batería